# جرذ كنغري مريامي
جرذ كنغري مريامي (الاسم العلمي: Dipodomys merriami) (بالإنجليزية: Merriam’s Kangaroo Rat)‏ هو نوع من الحيوانات يتبع جنس الجرذ الكنغري من فصيلة الفئران المتغايرة.
سمي هذا النوع نسبة إلى عالم الحيوان الأمريكي كلينتون هارت ميريام (بالإنجليزية: Clinton Hart Merriam)‏.